# Klaus Bechgaard
Klaus Bechgaard (5. marts 1945 - 7. marts 2017) var en dansk kemiker og professor på Københavns Universitet, der er kendt for at være en af de første kemikere i verden, der har syntetiseret en række organiske ladningsoverførselskomplekser og demonstreret deres superledende evner, hvilket er årsagen til, at det bliver kaldt Bechgaard-salte. Disse salte er superledende ved meget lave temperaturer.
Den første ukonventionelle superleder bestod af et organisk materiale, som blev opdaget af Bechgaard og Denis Jerome i 1979. Denne opdagelse genererede stor opmærksomhed i internationale videnskabelige kredse, og i en periode var han en af de mest citerede videnskabsfolk i den videnskabelige litteratur. Han blev nomineret til nobelprisen i kemi for sin opdagelse, men modtog aldrig prisen. Han var medlem af Videnskabernes Selskab.
Bechgaard forskede også i polymerer og nanoteknologi. 

## Uddannelse og karriere
Bechgaard blev uddannet i organisk kemi fra Københavns Universitet i 1969. Han fik derefter en licentiatgrad i kemi i 1973 samme sted. Han blev hefter ansat som lektor på universitet, og arbejde som sådan i perioden 1974-1984, hvorefter han blev ansat som forskningsprofessor frem til 1989.
Herefter blev han udnævnt som professor i organisk kemi. I 1993 blev han leder af afdelingen for faststoffysik og kemi på Risø. I perioden 2001-2003 ledede han nanoteknologiprogrammet på Risø, der var et samarbejde med Danmarks Tekniske Universitet. I 2004 blev han ansat som professor i kemi og leder af Kemisk Institut på Københavns Universitet. Han var ansat her indtil sin død.
Han skrev omkring 370 videnskabelige artikler og tog syv patenter.

## Hæder
Priser
Bechgaard har modtaget følgende priser:
- 1981: HN-prize
- 1986: B.S. Friedmann-prize, University of California
- 1987: Director Ib Henriksen's Foundation Research award
- 1990: Macintosh Research award
- 1991: Hewlett Packard Europhysics prize
- 1997: NKT scientific prize
- 2000: EU Descartes prize
- 2008: Hartmann Foundation memorial prize

Udnævnelser
- 1983: medlem af Danmarks Naturvidenskabelige Akademi
- 1983: medlem af Videnskabernes Selskab
- 2002: medlem af Académie des sciences

## Udvalgte publikationer
- D. Jérome, A. Mazaud, M. Ribault, K. Bechgaard, Superconductivity in a synthetic organic conductor: (TMTSF)2PF6], J. Phys. Lett. (Paris) 41, L95 (1980).
- K. Bechgaard, K. Carneiro, M. Olsen, F. Rasmussen and C.S. Jacobsen, Zero-pressure organic superconductor: di-(tetramethyltetraselenafulvalenium)-perchlorate [(TMTSF)2ClO4], Phys. Rev. Lett. 46, 852 (1981).